# ۱۳۵۹ (میلادی)
۱۳۵۹ (میلادی) هزار و سیصد و پنجاه و نهمین سال تقویم میلادی است.

## درگذشتگان
‎